# Втрати силових структур внаслідок російського вторгнення в Україну (грудень 2022)
У статті наведено список втрат українських військовослужбовців у російсько-українській війні, починаючи з 1 грудня 2022 року по 31 грудня 2022 року (включно).

## Список загиблих за грудень 2022 року
| Почесний громадянин міста Чорткова |

| Герой України |

| Медаль «За врятоване життя» |

| Орден Богдана Хмельницького II ступеня (Україна) | Орден Богдана Хмельницького III ступеня (Україна) |

| Герой України |

| Орден Богдана Хмельницького III ступеня (Україна) — 2022 |

| Почесний громадянин міста Тернополя |

| Герой України |

| Герой України |

### Примітка
1. 16 квітня 2022 року, Президент України Володимир Зеленський під час інтерв'ю телерадіокомпанії CNN повідомив, що у війні з російськими окупантами загинуло від 2500 до 3000 українських військових[355].
2. 11 травня 2022 року, в ході спеціального брифінгу офіційних представників Сил оборони України, начальник оперативного управління штабу управління Нацгвардії України Олексій Надточий, вперше з початку війни, назвав втрати, які відомство зазнало в ході російського вторгнення в Україну. За його словами, втрати Національної гвардії України під час виконання бойових завдань склали: безповоротні втрати — 501 військовослужбовець, санітарні втрати (зазнали поранень) — 1697 військовослужбовців[356].
3. 22 серпня 2022 року, Головнокомандувач Збройних Сил України Валерій Залужний повідомив, що в ході повномасштабної війни з Росією загинули близько 9000 українських військовослужбовців[357][358].
4. 23 вересня 2022 року, президент України Володимир Зеленський в інтерв'ю французькому виданню Ouest-France заявив, що впевнений у перемозі свого народу в цьому конфлікті, в якому, за його оцінками, гине 50 солдатів на день. «У п'ять разів менше, ніж російських військових», — сказав український президент[359][360].
5. 1 грудня 2022 року, радник глави Офісу президента Михайло Подоляк в ефірі 24 каналу заявив, що втрати української армії склали до 13000 військових. «У нас є офіційні оцінки Генерального штабу, є офіційні оцінки, які говорить Верховний головнокомандувач. І вони в нас сягають від 10 до 12,5-13 тисяч загиблих. Тобто, ми відкрито говоримо про кількість загиблих», — сказав Подоляк[361][362].
6. «Таблиця/Список загиблих» буде наповнюватися та корегуватися по мірі можливості за надходженням відповідної інформації, яка постійно змінюється в результаті інтенсивності бойових дій (посилання — тільки на офіційні та перевірені джерела)
7. Див. розділ «Обговорення».
8. Відомості з Указів Президента України «Про присвоєння звання Герой України», «Про відзначення державними нагородами України» доповнювати в кінці основної Таблиці, з подальшим уточненням соц.-демографічними даними загиблих Героїв і рознесенням записів за відповідними датами!

## Померлі або вбиті в ході російського вторгнення в Україну (2022) демобілізовані учасники АТО/ООС
Гарбарчук Сергій («Маестро»). м. Київ. Керівник одного з підрозділів ПДМШ ім. Пирогова. До 2014 року був підприємцем, пілотував невеликі літаки. Учасник АТО/ООС. Пройшов бойове хрещення у Дебальцевому, а останнім часом працював у недавно звільненому м. Лимані на Донеччині. Останні роки разом з родиною жив в збудованому на місці дідового обійстя будинку в с. Озадівка на Бердичівщині. О 4 годині ранку в ніч з суботи на неділю (25 грудня) в будинку спалахнула пожежа. Сім'я спала на другому поверсі, але прокинулась від сильного диму. Жінка з сином стрибнули з балкону на автівку, а чоловік кинувся шукати доньку. Рятувальники відшукали загиблих батька і доньку в різних частинах будинку.